# 夏沇秀
夏沇秀（1990年10月10日—），韓國女演員、模特兒，名字常被音譯為河妍秀。2013年以電影《戀愛的溫度》出道，同年於電視劇《Monstar》擔任女主角，而為人所知。
2018年5月，出演MBN電視劇《Rich Man》，飾演女主角金寶拉，她的演出獲得觀眾一致好評。  
2022年5月11日，離開ANDMARQ娛樂前往日本留學，現所屬經紀公司為TWIN PLANET。

## 演出作品

### 電視劇
- 2013年：Mnet《Monstar》飾演 閔世伊
- 2013年：tvN《馬鈴薯星2013QR3》飾演 羅珍兒
- 2014年：MBC《湔雪的魔女》飾演 徐美荷
- 2016年：tvN《獨酒男女》飾演 珠妍(特別出演)
- 2017年：OnStyle《Oh！ 半地下室的女神們》飾演 熙秀(網路劇)
- 2018年：MBN《Rich Man》飾演 金寶拉
- 2024年：NHK《如虎添翼》飾演 崔香淑

### 電影
- 2013年：《戀愛的溫度》
- 2019年：《你的名字叫薔薇》飾演 青年洪薔薇

### MV
- 2012年：10cm《Love Is Falling In Drops》
- 2015年： BIGBANG《我們不要相愛》
- 2019年：Punch(펀치) 《heart》

## 綜藝節目
- 2014年：《Running Man》EP198
- 2015年：《My Little Television》EP21/EP22
- 2017年：《認識的哥哥》EP98
- 2017年：《Running Man》EP374, EP375
- 2019年：《我手中的侄子TV》EP1,EP2

## 獎項
| 年份 | 獎項                                                       |
| ---- | ---------------------------------------------------------- |
| 2013 | - 2013 Mnet 20's Choice Awards－20's 最佳女新人（Monstar） |

## 外部連結
- 夏沇秀的Instagram帳戶
- YouTube上的夏沇秀頻道
- 官方網站 （页面存档备份，存于）
- Naver （页面存档备份，存于）
- 官方cafe （页面存档备份，存于） 